# Changu Narayan
Đền Changu Naraya là một ngôi đền nằm trên một ngọn đồi cao bao quanh bởi rừng cây hoàng ngọc lan và một ngôi làng nhỏ có tên là Changu. Ngôi chùa tọa lạc tại đô thị Changunarayan của huyện Bhaktapur, Nepal. Ngọn đồi nằm cách 7 dặm (12 km) về phía đông của thủ đô Kathmandu và cách vài dặm về phía bắc của Bhaktapur. Dòng sông Manohara chảy bên cạnh ngọn đồi. Đền thờ này được dành riêng cho thần Vishnu và được người theo Ấn Độ giáo đặc biệt tôn kính. Nó được coi là ngôi đền cổ nhất lịch sử Nepal. Nhà vua Kashmiri đã gả con gái của ông là Champak cho hoàng tử của Bhaktapur và ngôi đền là đặt theo tên của cô.

## Mô tả
Đền Changu Narayan nằm trên một đỉnh đồi bao quanh bởi một rừng cây hoàng ngọc lan. Trên đường chính đến sân đền, chúng ta có thể thấy một khu định cư của con người. Xung quanh khu vực Changu Narayan là cộng đồng người Newar. Với sự phát triển của du lịch ở nơi này, nhiều khách san vừa và nhỏ, nhà hàng, cửa hàng lưu niệm đã mọc lên. Một vòi đá cổ nằm trên đường đến Changunara được cho là đã tồn tại từ thời Lichhavi.

Changu Narayan
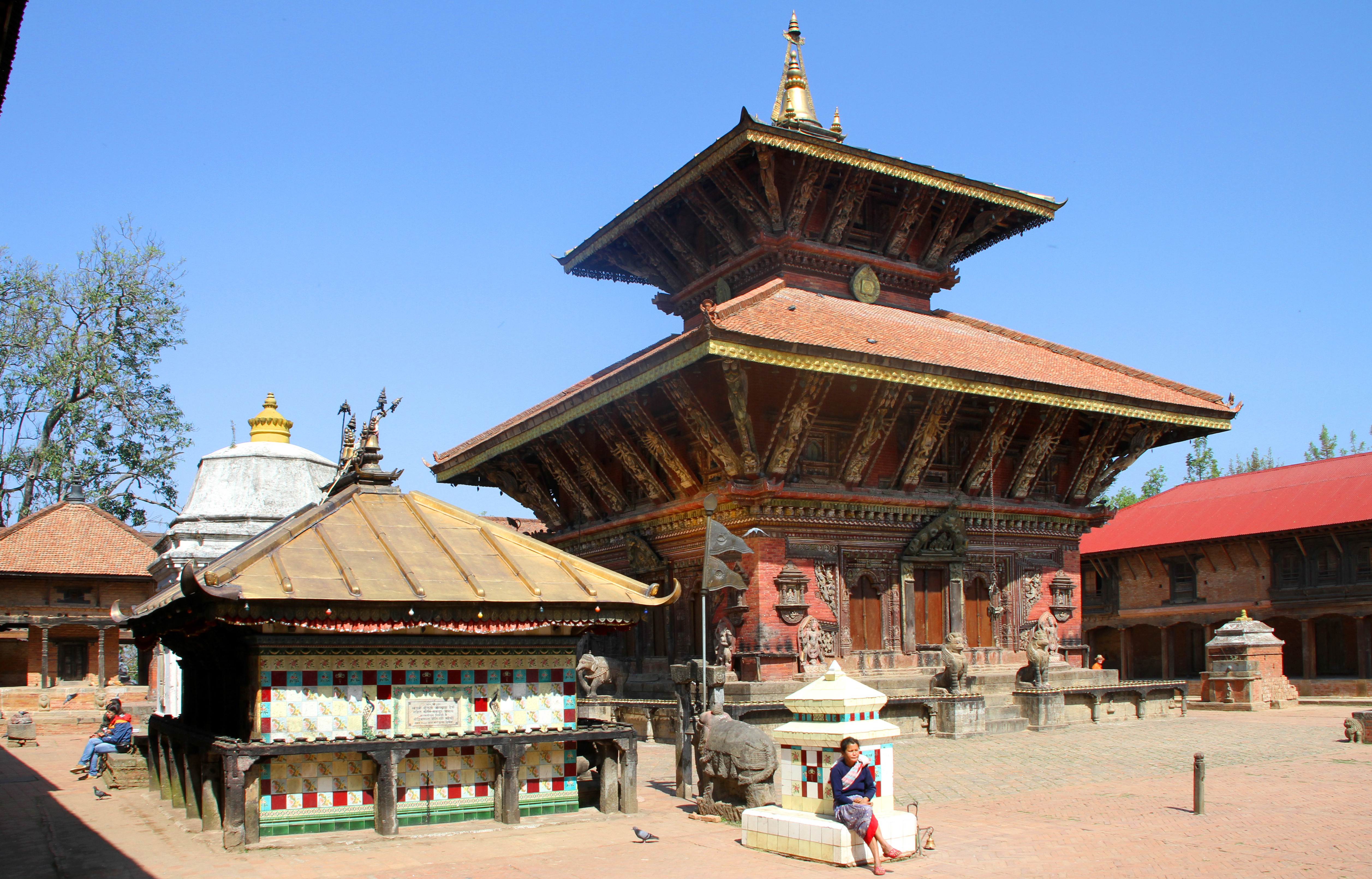
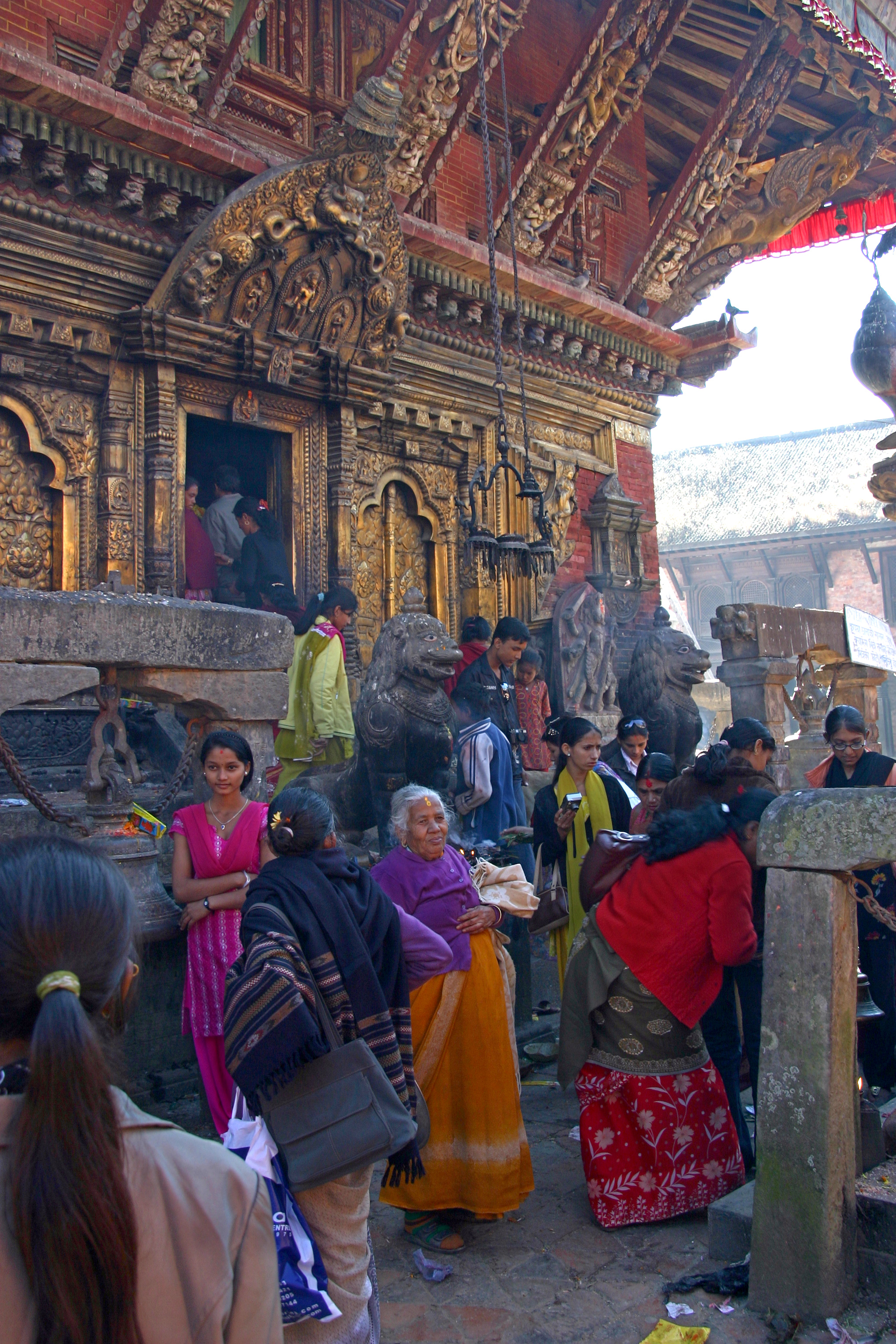
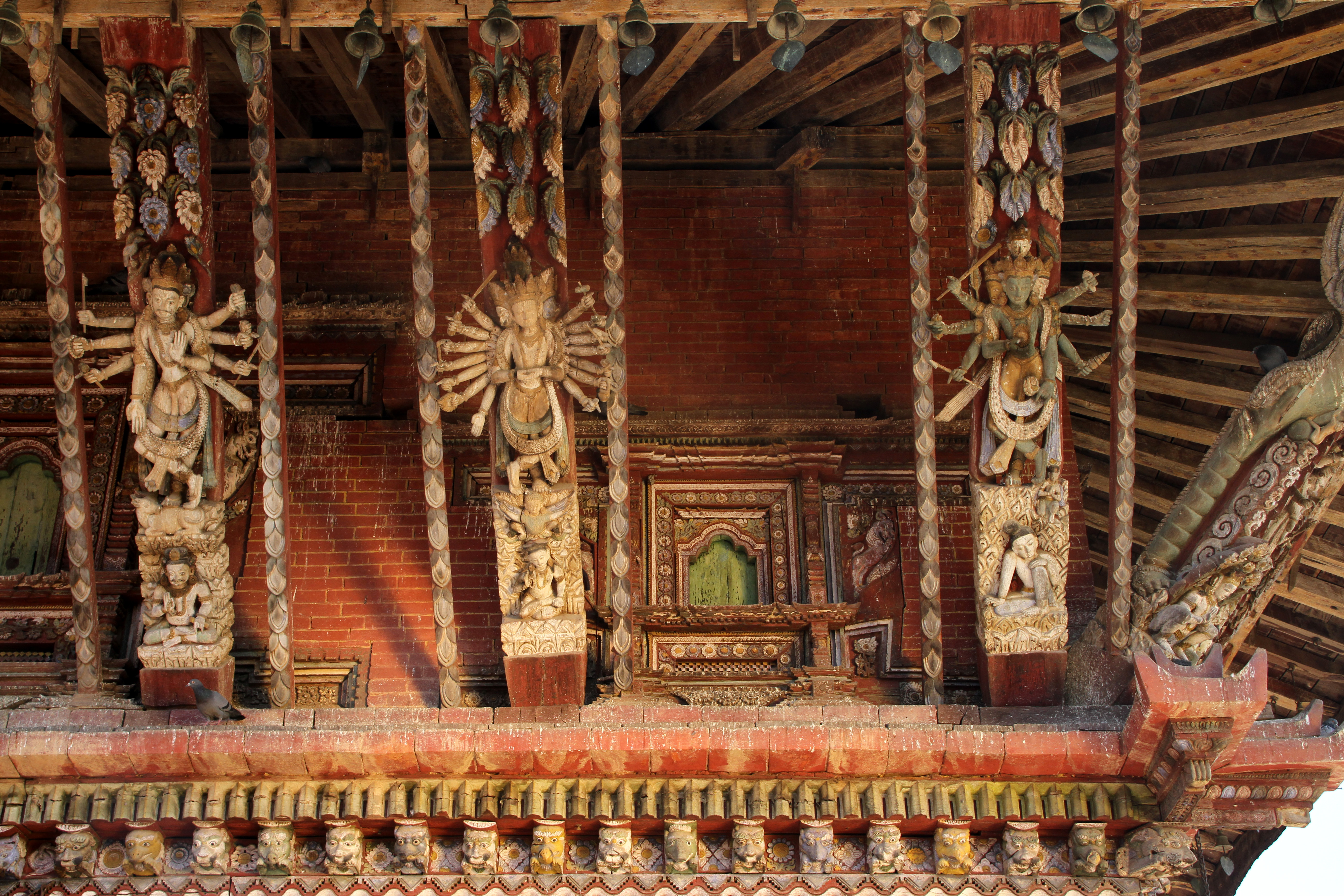
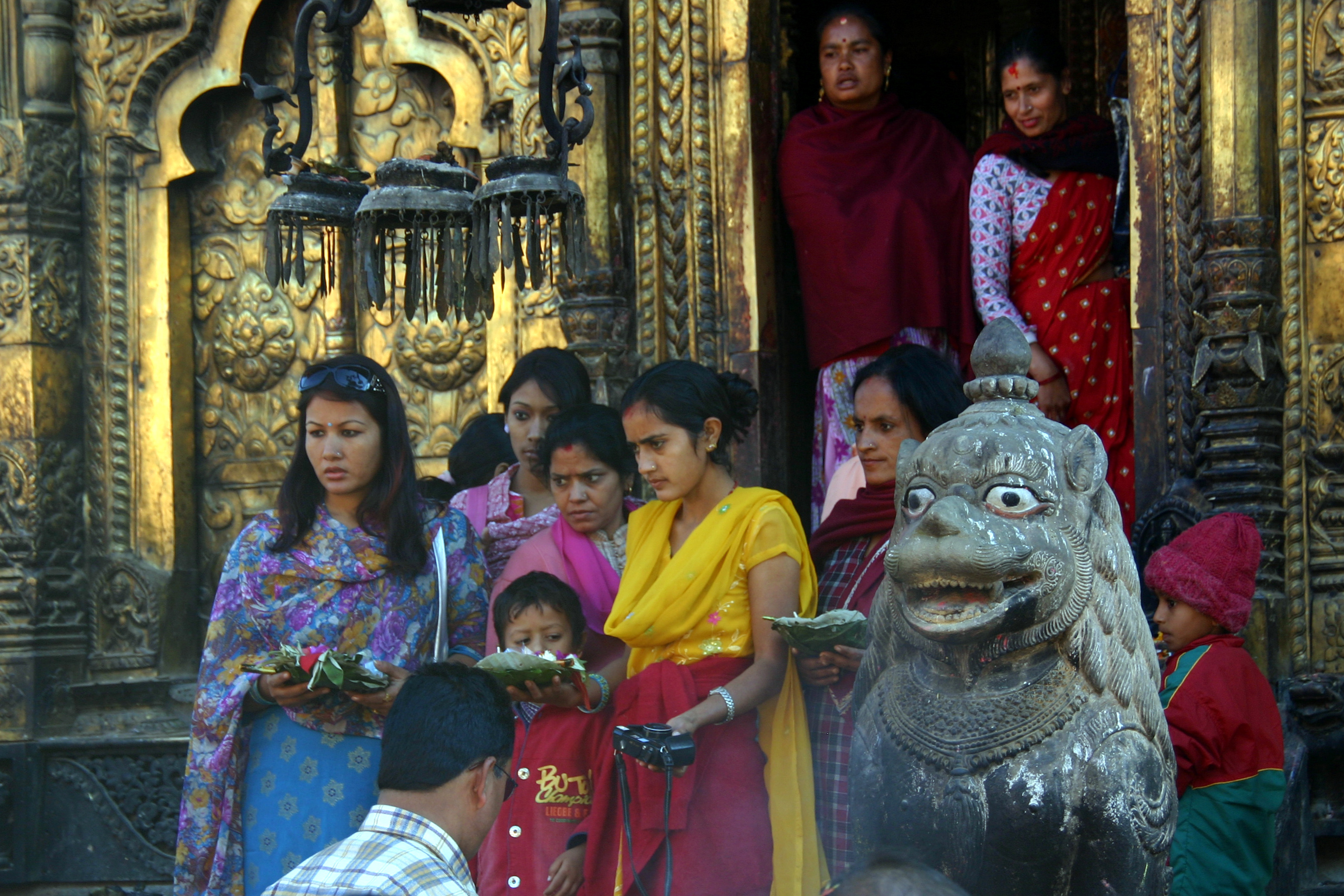
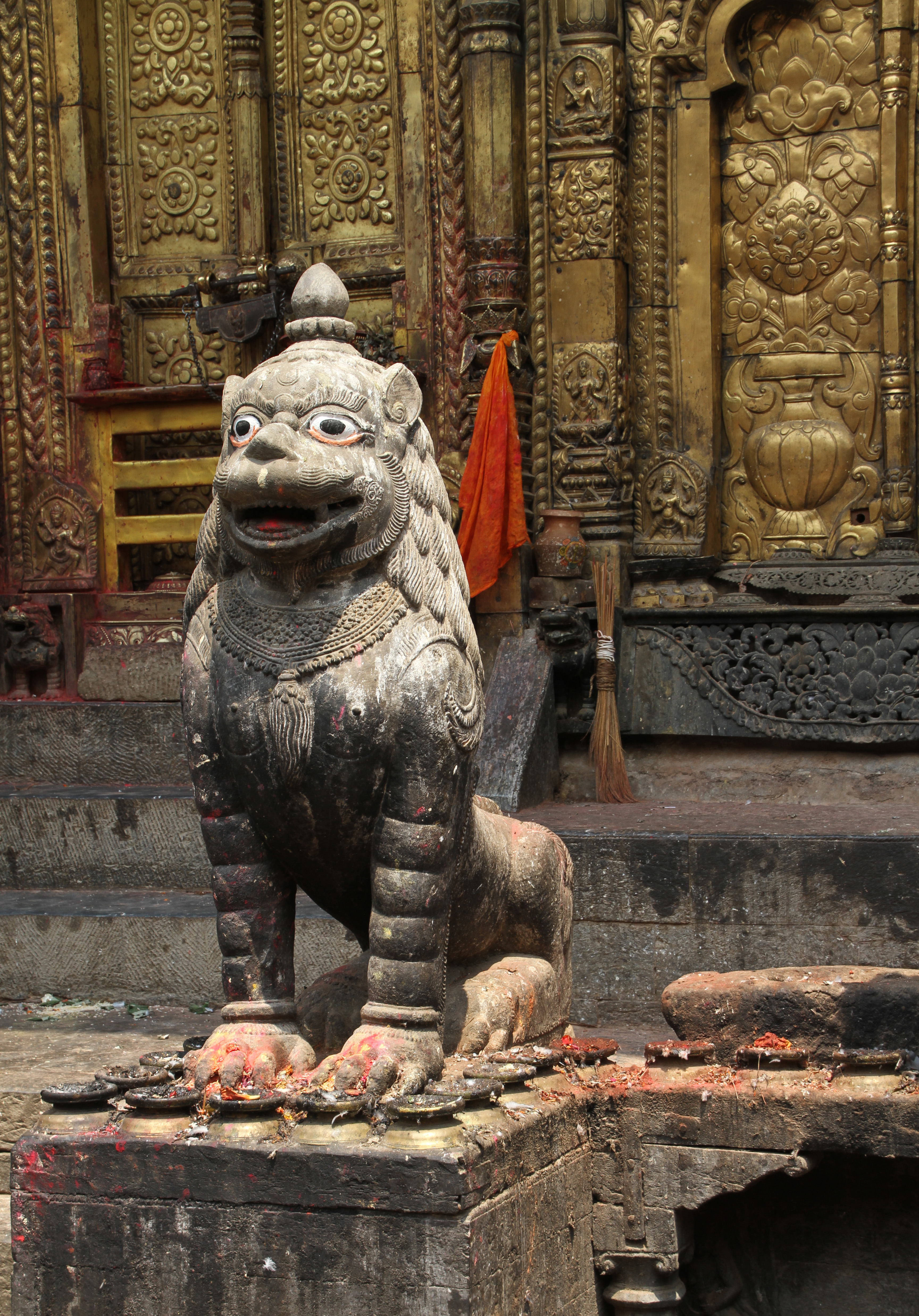
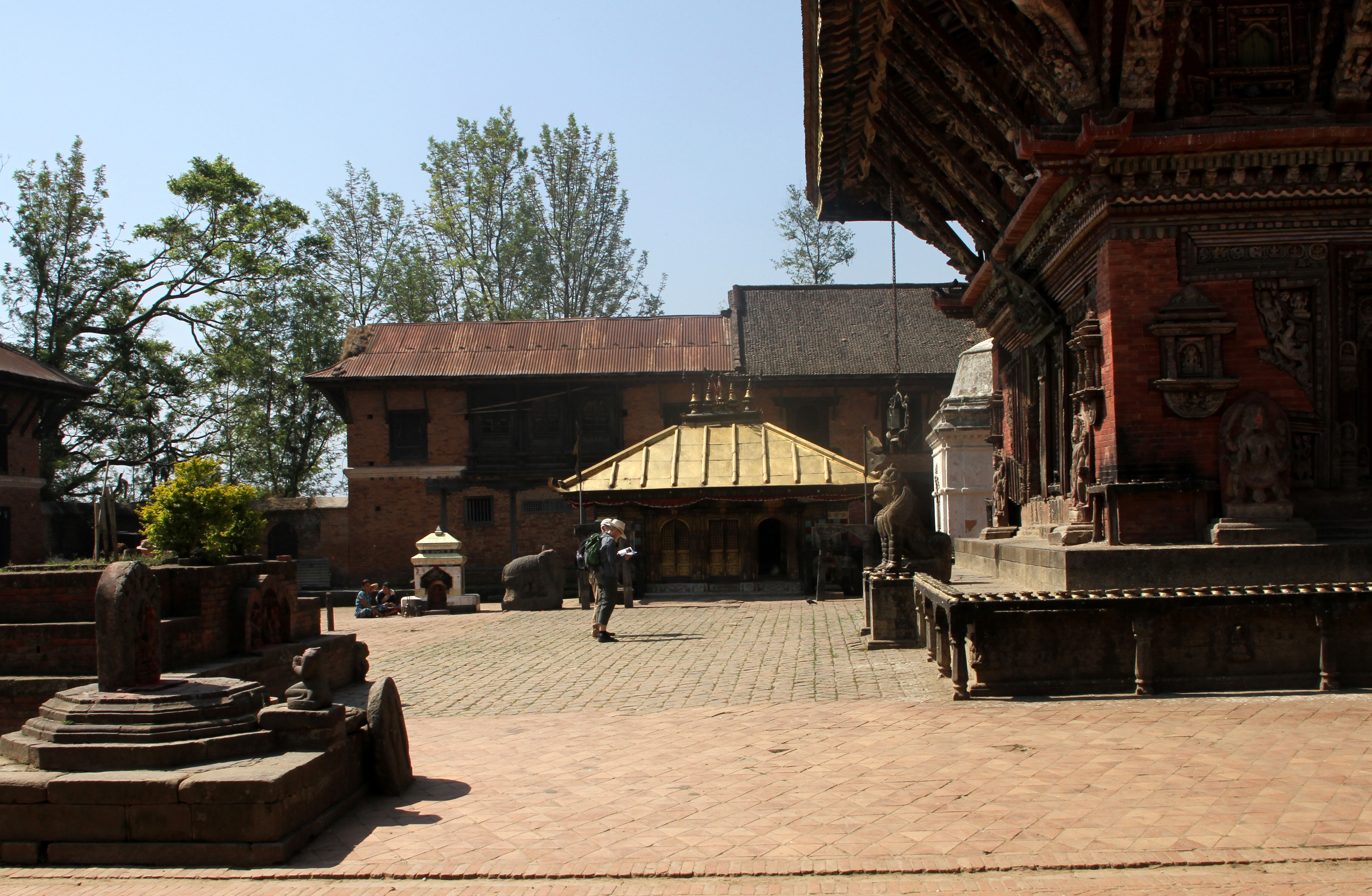
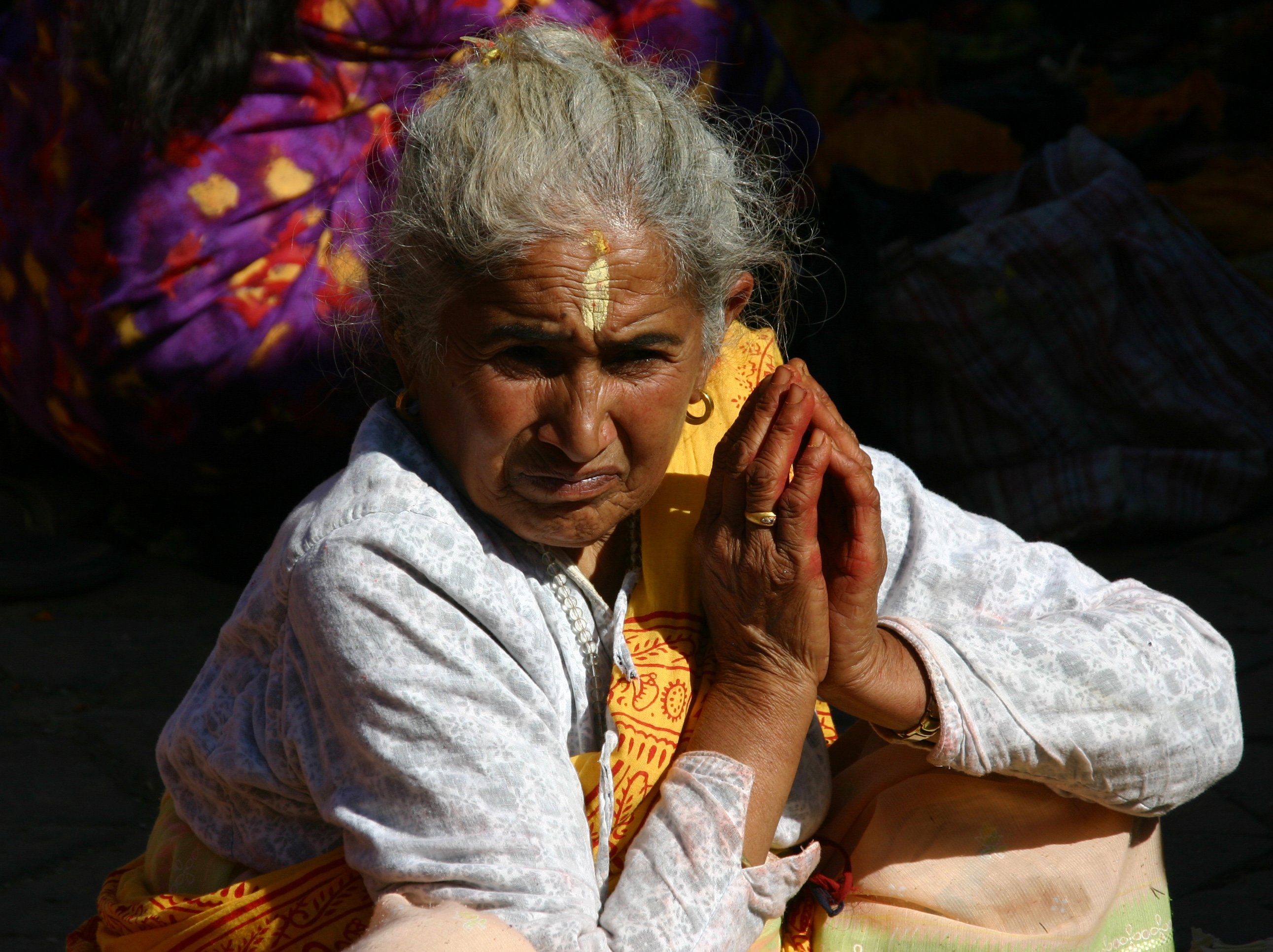
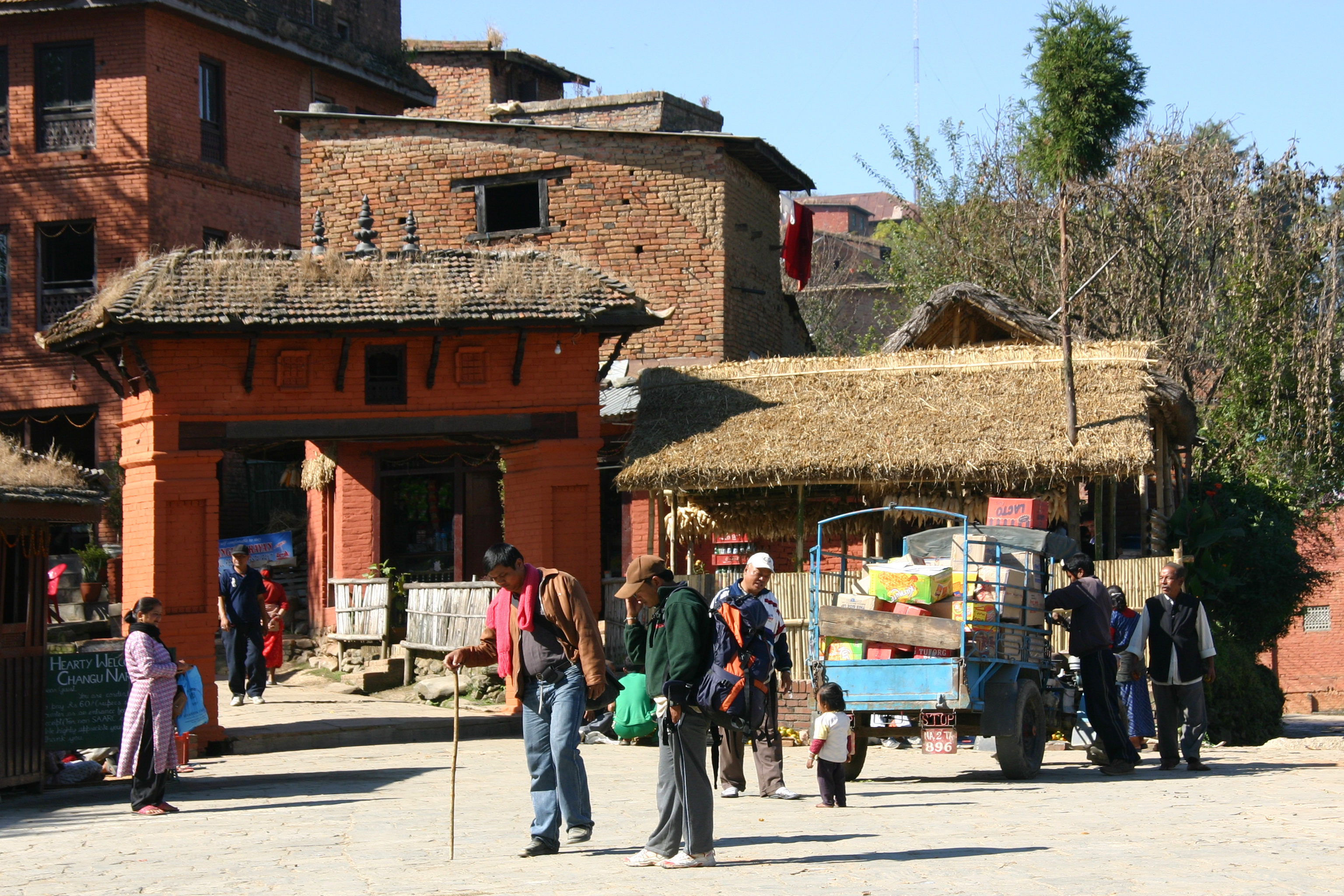